# Tirolska (zvezna dežela)
Tirolska (nemško Tirol) je zvezna dežela Avstrije, ki leži v zahodnem, "zoženem" delu Avstrije, "stisnjena" med Nemčijo (Bavarsko) na severu, Italijo (Trentino - Zgornje Poadižje ali Južno Tirolsko) na jugu, Švico (kanton Graubünden) na jugozahodu ter avstrijskimi zveznimi deželami Predarlsko na zahodu ter Salzburško in Koroško (Vzhodna Tirolska) na vzhodu. Dežela obsega avstrijski (severni in severovzhodni) del zgodovinske dežele Tirolske. Glavno in največje mesto je statutarno mesto Innsbruck, poleg njega pa je teritorialno razdeljena še na 8 okrajev (bezirk), ima pa najdaljšo mejo s tujimi državami med vsemi avstrijskimi deželami. Po površini je tretja največja avstrijska dežela (za Spodnjo Avstrijo in Štajersko), po številu prebivalstva pa šele peta.
Sestavljata jo dva ozemeljsko nepovezana dela, ki sta ostanka nekdanje ozemeljsko zaključene oz. povezane dežele: Severna Tirolska, ki zavzema poglavitni del njenega ozemlja z glavnim (statutarnim) mestom Innsbruck in še 7 okraji v osrednjem delu (Imst, Landeck in Reutte na zahodu oz. severozahodu, Schwaz, Kufstein in Kitzbühel na vzhodu oz. severozhodu ter eksklavo Vzhodno Tirolsko (Osttirol) s središčem Lienz, ki je sedež istoimenskega okraja na jugovzhodu). Skupaj z ozemljem Južne Tirolske, ki je po prvi svetovni vojni postala del Italije, avstrijska Tirolska sestavlja tudi Evroregijo Tirolska-Gornje Poadižje-Trentinsko, ki zavzema ozemlje zgodovinske  (staroavstrijske) dežele Tirolske.
Cerkvenoupravno je Tirolska edina avstrijska dežela, ki je razdeljena med dve škofiji, in sicer Salzburško nadškofijo na severovzhodu, vse ostalo ozemlje pa pripada leta 1964 ustanovljeni škofiji Innsbruck.
Prometno je z avtocesto (A 13) in dvotirno železnico povezana z Nemčijo (Bavarsko) na severu in Južno Tirolsko oz. Italijo na jugu preko prelaza Brenner.